# La Cantate à trois voix
La Cantate à trois voix est une œuvre poétique de Paul Claudel écrite en 1911-1912.

## Description
Didier Alexandre propose la description suivante : 
« La Cantate à trois voix (juin 1911-juillet 1912) apparaît bien comme une œuvre totale. L'argument est déjà dramatique. Trois femmes, Laeta, fiancée, Fausta, exilée, Beata, veuve, chacune séparée de celui qu'elle aime. Le poème met en place un décor, une terrasse dominant le Rhône et le paysage du Dauphiné, et comporte assez de didascalies internes pour suggérer un jeu théâtral. La Cantate à trois voix est d'autant plus dramatique que l'époux absent est l'époux divin : l'attente n'est autre que celle de l'âme. Aussi les motifs élégiaques et géorgiques apparents (vigne, blé, jardin, rose) prennent-ils un sens religieux. Dramatique, lyrique et mystique, la cantate est encore une œuvre musicale. Aux répliques brèves, toutes en ruptures phrastiques et en relances dues à l'utilisation de la rime, succèdent des cantiques de célébration, au verset souvent ample, centré sur un motif (le parfum), ses significations (expression de l'intériorité, essence de la créature, parole, sacrifice et don, retour à Dieu de l'esprit), où chaque voix de femme fait entendre la joie, l'espérance et l'amour. Drame, lyrisme, musique font de ce poème une pièce à représenter et à entendre : La Cantate à trois voix a fait l'objet de mise en scène. Claudel composera d'autres cantates, destinées à l'interprétation musicale, qui appelleront la collaboration d'un compositeur : Darius Milhaud mit en musique Pan et Syrinx, donnée au Palais des Beaux-Arts de Bruxelles, le 23 novembre 1934, la Cantate de la paix, mise en musique par Darius Milhaud et interprétée en mai 1937, la Cantate de la guerre (1940), Hindemith composa la partition du Cantique de l'espérance. »

## Fiche technique

### Salle Iéna(1948)
Distribution :
- Maria Casarès
- Madeleine Renaud
- Marie Hélène Dasté

### Théâtre Aktéon (2015)
- Metteur en scène : Ulysse Di Gregorio
- Scénographie : Benjamin Gabrié
- Costumier : Salvador Mateu Andujar
- Distribution : 
  - Beata : Marianne Duchesne
  - Laeta : Julie Mauris-Demourioux
  - Fausta : Coline Moser